# 17242 Leslieyoung
17242 Leslieyoung è un asteroide della fascia principale. Scoperto nel 2000, presenta un'orbita caratterizzata da un semiasse maggiore pari a 2,5285027 UA e da un'eccentricità di 0,0939606, inclinata di 2,86203° rispetto all'eclittica.